# Calypso bulbosa
Calypso bulbosa (soms bosnimf genoemd) is een kleine maar opvallende orchidee. Het is de enige soort in zijn geslacht. De plant komt voor in schaduwrijke naaldbossen met een circumpolaire verspreiding, die ook in Noord-Europa voorkomt.

## Naamgeving en etymologie
- Synoniemen: Cypripedium bulbosum L., Calypso borealis (Swartz) Salisbury, Calypso americana R. Brown.
- Duits: Norne
- Engels: Calypso orchid
- Frans: Calypso

De botanische naam Calypso is afkomstig van het Oudgriekse 'Kalypso', (verborgene), wat zou slaan op het voorkeurshabitat van deze plant, namelijk schaduwrijke plaatsen in naaldbossen. De soortaanduiding bulbosa (bolvormig) slaat op de aanwezigheid van pseudobulben.

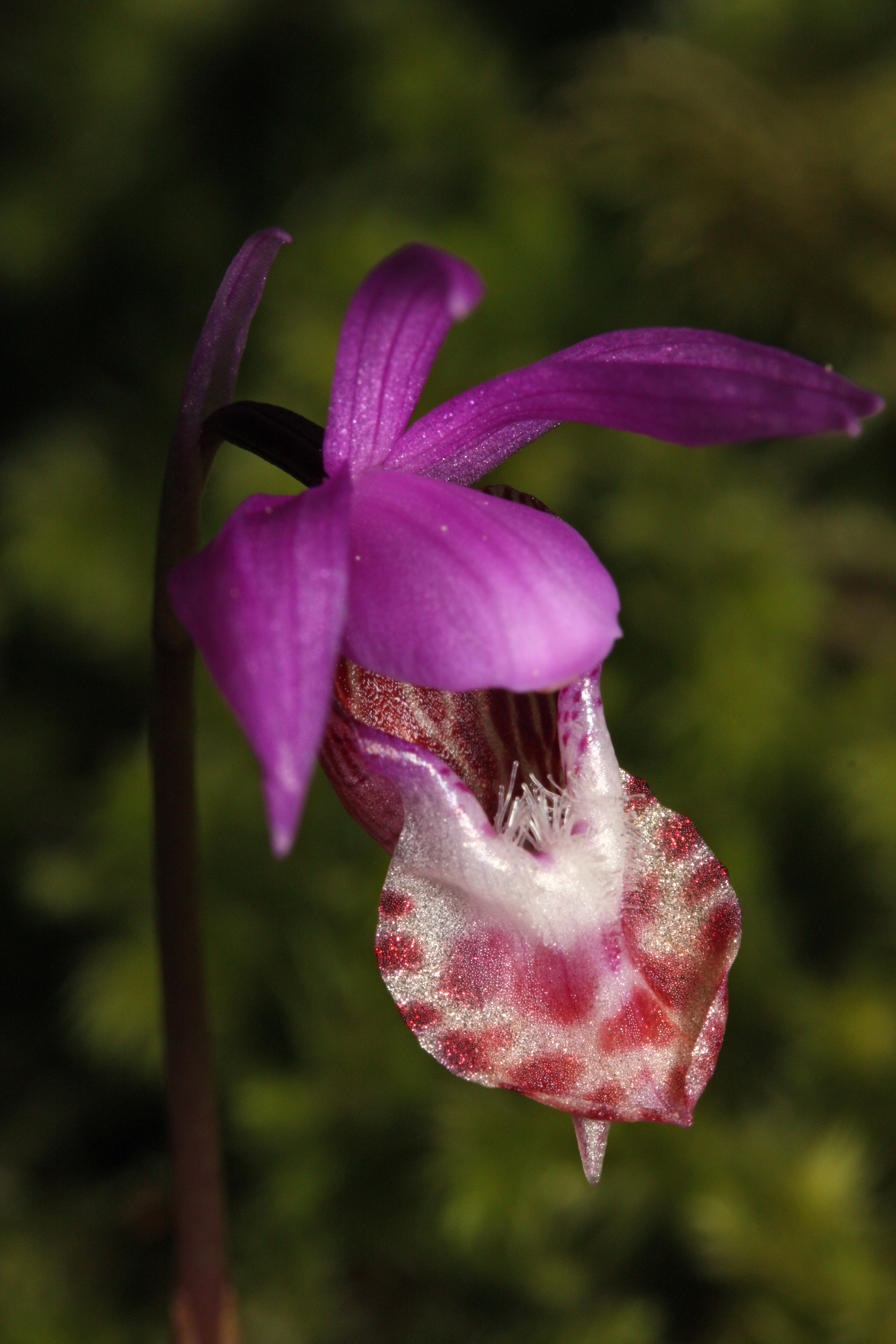
Calypso bulbosa
var. occidentalis
detail bloem

## Kenmerken
Calypso bulbosa is een tot 20 cm hoge orchidee. De bloemstengel heeft onderaan één donkergroen, gesteeld en sterk geplooid blad dat ontspringt uit een pseudobulb, en twee of drie niet-groene bladeren opgevormd tot een schede rond de stengel. De plant draagt één of zelden twee bloemen met een opvallend roze schutblad.
De bloemen zijn tot 2,2 cm groot. De kelkbladen en kroonbladen zijn gelijkvormig, roze tot purper gekleurd met donkerder nerven, lancetvormig, wijd uitgespreid tot samengeplooid. De lip is wit tot lichtroze van kleur, met een vlakke top met bovenop lange, gele haren, en een komvormige basis met paarse nerven. Het gele spoor is gespleten en verborgen onder de top van de lip.
Het gynostemium is sterk vergroot, bladvormig en eveneens roze van kleur.
De bloem heeft een sterke vanillegeur.
De bloeitijd is van mei tot juni.

## Voortplanting
De plant lokt zijn bestuiver, hommels van het geslacht Bombus, met de belofte van zijn vanillegeur en de uitnodigende bloemlip met opvallende geel gekleurde en op stuifmeel lijkende haren. Doch het spoor bevat geen nectar. Het insect druipt onverrichter zake af met de echte pollinia op zijn hoofd gekleefd.

## Habitat
Calypso bulbosa geeft de voorkeur aan schaduwrijke, vochtige plaatsen op een neutrale tot zure bodem, zoals op veenmosvegetatie op de bodem van oude naaldbossen.

## Voorkomen
Calypso bulbosa heeft een circumpolaire verspreiding, van Noord-Europa over Noord-Azië tot in Noord-Amerika. In Europa komt ze niet onder de 57e breedtegraad voor en is ze beperkt tot Zweden, Finland en Rusland. De soort is zeldzaam en komt verspreid voor, maar kan lokaal abundant zijn.

## Taxonomie
Calypso bulbosa is de enige soort in zijn geslacht. Door de oppervlakkige gelijkenis met het vrouwenschoentje werd ze oorspronkelijk als een Cypripedium beschouwd, maar de aanwezigheid van slechts één fertiele meeldraad (Cypripedium-soorten bezitten twee meeldraden) heeft de soort uiteindelijk in de onderfamilie Epidendroideae doen belanden.
Geslachten: Aplectrum · Calypso · Changnienia · Corallorhiza · Cremastra · Dactylostalix · (Didiciea) · Ephippianthus · Govenia · Oreorchis · Tipularia · Yoania · Wullschlaegelia